# Otočení

Geometrické otočení.

V geometrii představuje otočení neboli rotace v eukleidovské rovině geometrické zobrazení, které je charakterizováno tím, že spojnice všech bodů s pevně zvoleným bodem, tzn. středem otočení, se změní o stejný úhel a vzdálenost bodů od středu otáčení zůstává nezměněna.
Otočení v rovině kolem středu {\displaystyle S} o (orientovaný) úhel {\displaystyle \alpha } je tedy takové shodné zobrazení, při kterém je obrazem bodu {\displaystyle A\neq S} bod {\displaystyle A^{\prime }}, pro který platí {\displaystyle |SA|=|SA^{\prime }|} a velikost úhlu {\displaystyle \angle ASA^{\prime }} je {\displaystyle \alpha }. Obrazem středu otočení {\displaystyle S} je opět bod {\displaystyle S}.
Podobně se dá definovat rotace v třírozměrném prostoru jako otočení kolem jisté osy o pevný úhel.
Tvar a velikost jednotlivých geometrických útvarů se při otočení nemění. Při otočení se také nemění dimenze otáčeného geometrického útvaru.
Otočení se řadí mezi shodná zobrazení.

## Matice rotace
Rotace v dvourozměrné Eukleidově rovině kolem počátku souřadnic o úhel {\displaystyle \alpha } je dána vztahy
{\displaystyle x^{\prime }=x\cos \alpha -y\sin \alpha }
{\displaystyle y^{\prime }=x\sin \alpha +y\cos \alpha }.
Čárkované souřadnice {\displaystyle x',y'} jsou souřadnice otočeného bodu, který měl před otočením souřadnice {\displaystyle x,y}.
Podobně rotace v třírozměrném Eukleidově prostoru o úhel {\displaystyle \alpha } kolem osy {\displaystyle z} je dáno vztahem
{\displaystyle x^{\prime }=x\cos \alpha -y\sin \alpha }
{\displaystyle y^{\prime }=x\sin \alpha +y\cos \alpha }
{\displaystyle z^{\prime }=z}
Obecná rotace v prostoru se dá zapsat ve vektorovém tvaru {\displaystyle \mathbf {x'} =A\mathbf {x} }
kde {\displaystyle A} je ortogonální matice.
Matice rotace kolem osy {\displaystyle \mathbf {n} =(n_{1},n_{2},n_{3})^{T}}, kde {\displaystyle n_{1}^{2}+n_{2}^{2}+n_{3}^{2}=1}, o úhel {\displaystyle \alpha } je
{\displaystyle {\begin{array}{rl}A&={\begin{pmatrix}\cos \alpha +n_{1}^{2}(1-\cos \alpha )&n_{1}n_{2}(1-\cos \alpha )-n_{3}\sin \alpha &n_{1}n_{3}(1-\cos \alpha )+n_{2}\sin \alpha \\n_{1}n_{2}(1-\cos \alpha )+n_{3}\sin \alpha &\cos \alpha +n_{2}^{2}(1-\cos \alpha )&n_{2}n_{3}(1-\cos \alpha )-n_{1}\sin \alpha \\n_{1}n_{3}(1-\cos \alpha )-n_{2}\sin \alpha &n_{2}n_{3}(1-\cos \alpha )+n_{1}\sin \alpha &\cos \alpha +n_{3}^{2}(1-\cos \alpha )\end{pmatrix}}\\\;&\;\\&=(1-\cos \alpha )\mathbf {n} \mathbf {n} ^{T}+\cos \alpha \,I+\sin \alpha {\begin{pmatrix}0&-n_{3}&n_{2}\\n_{3}&0&-n_{1}\\-n_{2}&n_{1}&0\end{pmatrix}},\end{array}}}
kde {\displaystyle I} jednotkovou matici řádu tři.
Množina všech takových matic tvoří speciální ortogonální grupu {\displaystyle SO(3)}.

## Rotace souřadnic
Někdy se předpokládá, že se objekty v prostoru nezměnily, ale otočil se "pozorovatel", což odpovídá změně souřadnic. Změna souřadnic, která je dána stejným vzorcem jako rotace v prostoru, se nazývá rotace souřadnic, anebo ortogonální transformace souřadnic. Pokud {\displaystyle x_{1},\ldots ,x_{n}} jsou staré souřadnice a {\displaystyle x_{1}',\ldots ,x_{n}'} nové souřadnice nějakého bodu nebo vektoru které vznikly rotací, pak platí
{\displaystyle \sum x_{i}^{2}=\sum (x_{i}')^{2}.}
Rotace souřadnic o úhel {\displaystyle \varphi } kolem nějaké osy je dáno stejným vzorcem jako geometrická rotace prostoru kolem stejné osy o opačný úhel.